# رعي الحمام
رِعْيُ الحَمَامِ  أو رِجْلُ الحَمَامِ أو سَاقُ الحَمَامِ (ويسمى في تونس ترنجية وفي الجزائر والمغرب لويزة  وفي العراق المينا ولكل من تلك المعاني اختلاف بسيط) جنس نباتي عشبي يتبع الفصيلة اللويزية. يضم هذا الجنس 250 نوعاً من النباتات الحولية والمعمرة، يستعمل كثير منها طبياً للمساعدة على النوم. وتحضر كما يحضر الشاي بوضع الأوراق، جافة أو خضراء، في الماء الساخن.الغالبية العظمى من أنواع هذا النبات واطنة في القارة الأمريكية وأوروبا.

## الوصف النباتي
عادةً ما تكون الأوراق متعاكسة وبسيطة، وفي كثير من الأنواع تكون مشعرة وكثيفة في الغالب. أما الأزهار، فهي صغيرة وبها خمس بتلات وهي محمولة في سنابل كثيفة. وعادةً ما تكون زرقاء اللون، وربما بيضاء أو وردية أو أرجوانية أيضًأ، وخاصةً في المستنبتات.
يمكن تقسيم الجنس إلى سلالة أمريكا الشمالية ثنائية الصيغة الصبغية وسلالة أمريكا الجنوبية متعددة الصيغ الصبغية، وتحتوي السلالتان على أساس من الكروموسوم رقم 7. وتنحدر الأنواع الأوروبية من سلالة أمريكا الشمالية. ويبدو أن نبات رعي الحمام، بالإضافة إلى الفرفينا الزائفة (غلاندولريا (Glandularia)) ذات الصلة قد تطورا عن مجموعة تُعامل بصفة مؤقتة تحت اسم جنس جونيليا (Junellia)؛ وكان كلا الجنسين الآخرين يدرجان عادةً ضمن الفصيلة اللويزية حتى فترة التسعينيات. إن نقل مورثات الصانعات اليخضورية بين الأجناس بواسطة آلية غير محددة - بالرغم من أنه ربما ألا يكون مهجنًا - حدث مرتين على الأقل من الفرفينا إلى الغلاندولريا، بين أسلاف سلالات أمريكا الجنوبية في الوقت الحاضر ومرة أخرى مؤخرًا، بين فربينا أوركتيانا (V. orcuttiana) أو رعي الحمام الأزرق (V. hastata) وجي. بيبيناتيفيدا (G. bipinnatifida). هذا بالإضافة إلى أن العديد من أنواع رعي الحمام من أصل هجين طبيعي؛ حيث أن فرفينا الحدائق (garden vervain) المشهورة لها تاريخ مبهم بالكامل. ولذا، فمن الصعب حل العلاقات بين هذه المجموعة المترابطة بأساليب علم تطور السلالات الحاسوبي المعيارية. يبدو أن ال verbena فضلا عن vervains ذات الصلة والوهمية (Glandularia) تطورت من تجميع يعامل بصفة مؤقتة تحت اسم جنس Junellia؛ وكانت هذه الأجناس مدرجة ضمن فصيلة رعي الحمام (باللاتينية: Verbenaceae) حتى التسعينات. جينة البلاستيدات الخضراء التي تظهر في أنواع مختلفة تنتقل بواسطة آلية غير محددة – بالرغم من أنها غير مهجنة على الأرجح – ظهرت مرتين على الأقل من vervains إلى Glandularia بين أسلاف الأنساب في الوقت الحاضر في أمريكا الجنوبية ومرة أخرى في الآونة الأخيرة، بين V. orcuttiana أو (Swamp Verbena (V. hastate وG. bipinnatifida وبالإضافة إلى ذلك، عدة أنواع من Verbena من أصل هجين طبيعي.

## من أنواعهالواطنةفيالوطن العربي
- رِعْيُ الحَمام الطبي (باللاتينية: Verbena officinalis) أو (باللاتينية: Verbena domingensis) في مصر والمغرب العربي ومعظم مناطق أوروبا
- رعي الحمام المنبطح (باللاتينية: Verbena supina) في بلاد الشام ومصر والمغرب العربي والقوقاز وبعض مناطق أوروبا

## من أنواعه الأخرى
- رعي الحمام الأمريكي (باللاتينية: Verbena bonariensis)
- رعي الحمام المخطط (باللاتينية: Verbena rigida)
- رعي الحمام الأزرق (باللاتينية: Verbena hastata)
- رعي الحمام الأنيق (باللاتينية: Verbena pulchella)
- رعي الحمام البستاني (باللاتينية: Verbena hortensis)
- رعي الحمام خشن الأوراق (باللاتينية: Verbena venosa)
- رعي الحمام كبير الأزهار (باللاتينية: Verbena grandiflora)
- رعي الحمام المقصوص الأوراق (باللاتينية: Verbena incisa)

## الزراعة

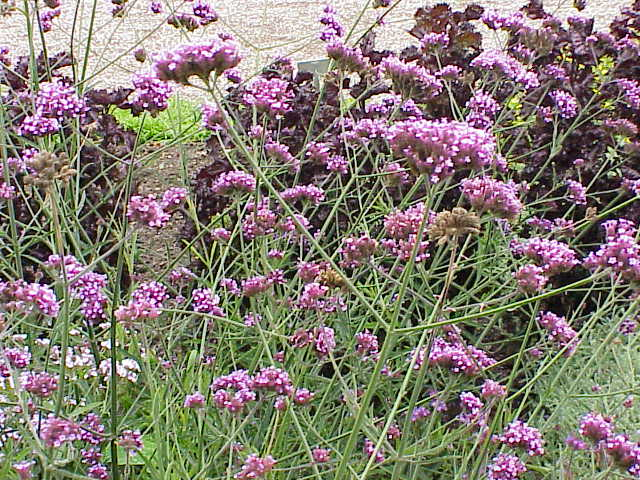
الفرفينا أرجوانية الزهر (في. بونارينسيس (V. bonariensis)) كنبات زينة

تُستخدم بعض أنواع رعي الحمام الهجينة والمستنبتة بوصفها نباتات زينة. وتتميز نباتات رعي الحمام بأنها مقاومة للجفاف وتتحمل أشعة الشمس الكاملة إلى الجزئية وتستمتع بالتربة جيدة التصريف والمعتدلة. تُزرع النباتات عادةً من البذور. ولكن بعض الأنواع والهجائن ليست صلبة وتُعامل على أنها نباتات حولية نصف صلبة في مخططات المسكبة.
إن هذه النباتات ذات قيمة عالية في حدائق الفراشات في الظروف المناخية المناسبة، وتجذب حرشفيات الأجنحة، مثل عثة الطائر الطنان الصقرية (Hummingbird hawk-moth) أو فراشة القطرس البنية (Chocolate albatross) أو فراشة أنابيب الكرم خطافية الذيل (Pipevine swallowtail)، والطيور الطنّانة أيضًا، وخصوصًا رعي الحمام الطبي، الذي يُزرع أيضًا كـ نبات عسل.
منحت جمعية البستنة الملكية (Royal Horticultural Society) المستنبتات الهجينة التالية جائزة التميز في الحدائق (Award of Garden Merit):-
| - 'لورانس جونستون (Lawrence Johnston) - 'نهر القمر (Moon River) - 'خوخ وكريمة ('Peaches 'n' Cream) | - سلسلة كوارتز (Quartz series) - سلسلة ساندي (Sandy series) - 'سيلفر آني (Silver Anne) | - 'سيشنهيرست (Sissinghurst) |

لمعرفة بعض مسببات الأمراض بنبات رعي الحمام، يمكنك الاطلاع على قائمة أمراض رعي الحمام. في بعض الأحيان، تتطفل ذبابة البطاطا الحلوة البيضاء (Bemisia tabaci) على نباتات رعي الحمام المزروعة وتنقل هذه الآفة لمحاصيل أخرى.

## استخدامات أخرى
اُستخدم نبات رعي الحمام لفترة طويلة في طب الأعشاب والطب الشعبي، ودائمًا ما يُستخدم كـ شاي أعشاب. ويناقش كتاب نيكولاس كولبيبر (Nicholas Culpeper) الذي صدر عام 1652 بعنوان الطبيب الإنجليزي (The English Physitian) الاستخدامات الشعبية لهذا النوع من النباتات. ومن بين تأثيراته الأخرى، فإنه قد يعمل كمادة مدرة للبن وربما مضاهئ ستيرويد الجنس. وتُستخدم النباتات في بعض الأحيان أيضًا كدواء مجهض.
يتم بيع الزيت العطري للعديد من الأنواع - رعي الحمام الشائع بشكل أساسي - على أنه زيت رعي الحمام الإسباني. وبالرغم من أنه يُعد أقل جودة من زيت اللويزة الليمونية (رعي الحمام الليموني) في صناعة العطور، فإنه ذو أهمية تجارية في طب الأعشاب ويبدو أنه مصدر واعد للمركبات الطبية. ويُنكّه الفيرفيني، المشروب الأخضر الشهير من منطقة لو باي-أون-فيلاي (فرنسا) بنبات الفرفينا.

## رعي الحمام في الثقافة الإنسانية
انظر أيضًا المصطلح Verbena (توضيح)

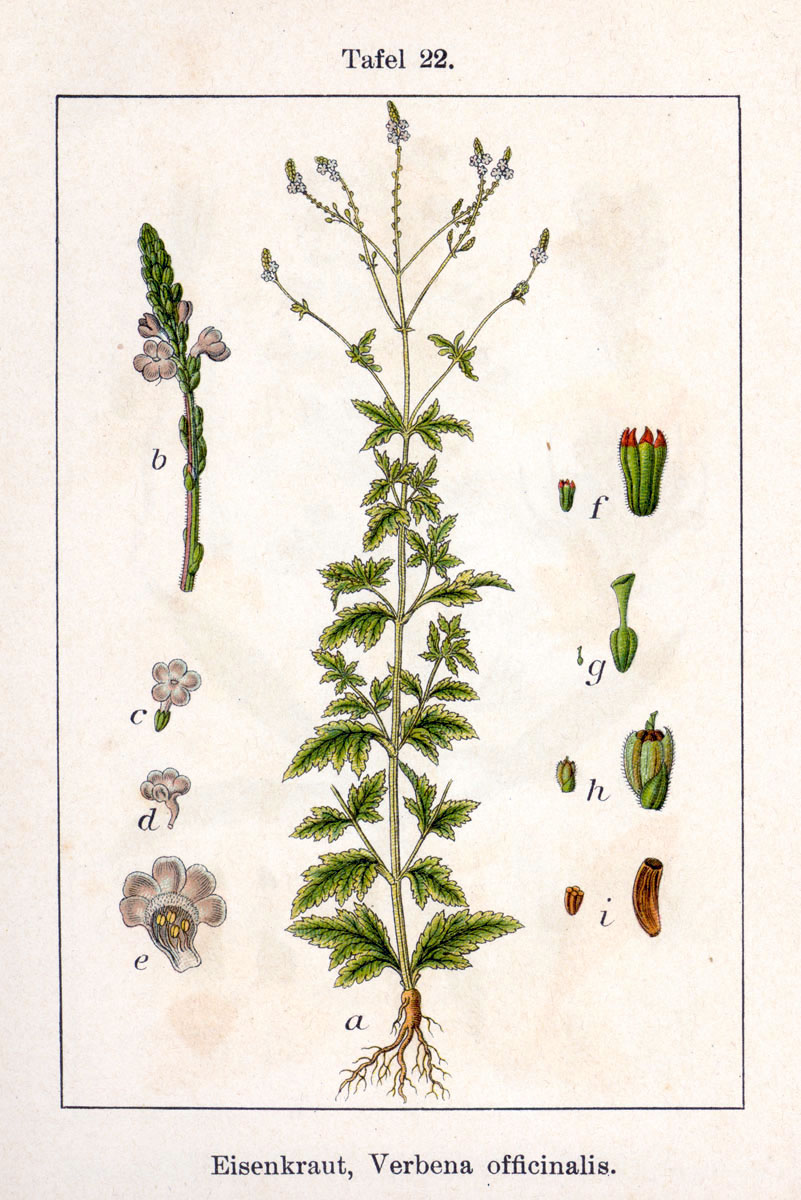
رعي الحمام الطبي (V. officinalis) من كتاب Deutschlands Flora in Abbildungen تأليف يوهان جورج شتورم (Johann Georg Sturm) وجاكوب شتورم (Jacob Sturm)، عام 1796

ارتبط رعي الحمام منذ زمن بعيد بالقوى الإلهية وغيرها من القوى الخارقة للطبيعة. وكان يسمى «دموع إيزيس» في مصر القديمة، ولاحقًا «دموع جونو». وفي الحضارة اليونانية القديمة، كان يُهدى إلى إيوس إريجينيا (Eos Erigineia). وفي أوائل العصر المسيحي، نصت الأسطورة الشعبية على أنه تم استخدام نبات رعي الحمام الطبي (V. officinalis) لإيقاف نزيف جروح السيد المسيح بعد إنزاله من فوق الصليب. وسمي بعد ذلك «العشب المقدس» أو (مثلاً، في ويلز) «لعنة الشيطان».
جدير بالذكر أن زهور الفرفينا منقوشة في سحر شيماروتة (cimaruta)، معاكس سحر ستريجريا (stregheria) الإيطالي. وفي كتاب تاريخ وممارسة السحر (The History and Practice of Magic) الذي نُشر لأول مرة عام 1870 من تأليف "بول كريستيان" (Paul Christian)، تم استخدامه في تحضير سحر اليبروح.
مع أن نبات رعي الحمام الشائع ليست أمريكا الشمالية موطنه الأصلي، فقد تم إدخاله إلى هناك، ومثلاً، استخدمه الباوني كمعزز لمادة أنتاوغن وفي تفسير الأحلام، مثلما تُستخدم عشبة الأحلام (Calea zacatechichi) في المكسيك.
اسم الجنس هو المصطلح اللاتيني لنبات مقدس لدى الرومان القدماء. يصف بلينيوس الأكبر (Pliny the Elder) نبات رعي الحمام الموجود في مذابح الكنيسة المقدمة إلى يوبيتر (Jupiter)؛ فإنه ليس واضحًا تمامًا ما إذا كانت يقصد بها نبات رعي الحمام وليس المصطلح العام لأعشاب التضحية الرئيسية.[تحقق من المصدر]
ارتبطت الأسماء الشائعة لنبات رعي الحمام في العديد من لغات أوروبا الوسطى والشرقية كثيرًا بالحديد. وهذا يتضمن، على سبيل المثال، اللغة الهولندية IJzerhard («مقوي الحديد») واللغة الدنماركية Læge-Jernurt («عشبة الحديد الطبية») واللغة الألمانية Echtes Eisenkraut («أعشاب الحديد الأصلية») واللغة السلوفاكية Železník lekársky («أعشاب الحديد الطبية») واللغة المجرية vasfű («عشب الحديد»).
في الهاناكوتوبا (花言葉، لغة الزهور اليابانية)، تسمى نباتات الفرفينا بيجوزاكورا (美女桜) وهي رمز للتعاون. وتمثل في الثقافة الغربية زهور مواليد 29 يوليو.
وتعد الفرفينا غير المحددة (indeterminate vervain) من بين النباتات الموجودة في اللوحة الثامنة من قماش نجود العالم الجديد (New World Tapestry) («رحلة استكشافية إلى كيب كود»)، التي تم تطريزها في عامي 1602/1603.
وفي القصة القصيرة «شذا رعي الحمام» (An Odor of verbena) تأليف ويليام فوكنر (William Faulkner)، تم استخدام نبات رعي الحمام بصورة رمزية ووُصف على أنه «الرائحة الوحيدة التي يمكن شمها فوق رائحة الخيول والشجاعة»، وهو يشبه الاستخدام الرمزي لنبات سلطان الجبل في رواية «الصخب والعنف» (The Sound and the fury).

يقتبس هازليت (Hazlitt) في قاموسه المعتقدات والفولكلور (Faiths and folklore) (صدر عام 1905) من كتاب أوبري (Aubrey) نثريات (Miscellanies) ليقول:
«رعي الحمام والشبت / امنعا الساحرات من تحقيق إرادتهن.» (Vervain and Dill / Hinder witches from their will.)
 وفي سلسلة روايات الشباب يوميات مصاص دماء (The Vampire Diaries)، تستخدم المؤلفة إل. جيه. سميث (L. J. Smith) نبات رعي الحمام لحماية البشر من مصاصي الدماء، في إضافة لقوى الفرفينا الخرافية وهي إيقاف سحر الساحرات. وفي الصراع، المجلد الثاني (The Struggle, Volume II)، يخبر مصاص الدماء ستيفان (Stefan) الإنسانة إلينا (Elena) بأن الفرفينا يمكنه «حمايتها من السحر ويساعدها على الحفاظ على صفاء ذهنها إذا استخدام مصاص دماء أو أي مخلوق خارق للطبيعة آخر قوى ضدها.» ويخبرها كيف تقوم بتحضيره واستخدامه، «متى استخلصت الزيت من البذور، يمكنك دهنه على جلدك أو إضافته إلى ماء الاستحمام. ويمكنك وضع الأوراق الجافة في كيس صغير وحمله معك أو وضعه تحت مخدتك بالليل»، ولكنه يعطيها غصنًا غير جاهز لحمايتها في هذه الأثناء.
وفي رواية العمة جوليا وكاتب السيناريو (Aunt Julia and the Scriptwriter) التي نُشرت عام 1977 من تأليف الكاتب الحائز على جائزة نوبل ماريو فارغاس يوسا (Mario Vargas Llosa)، كانت إحدى الشخصيات الرئيسية في الرواية، بيدرو كاماتشو (Pedro Camacho)، يشرب "شاي رعي الحمام والنعناع" باستمرار بدلاً من القهوة. وهو كاتب مسلسلات درامية إذاعية، وكان يزعم أنه يفك تشابك الخلايا العصبية."

## معرض صور

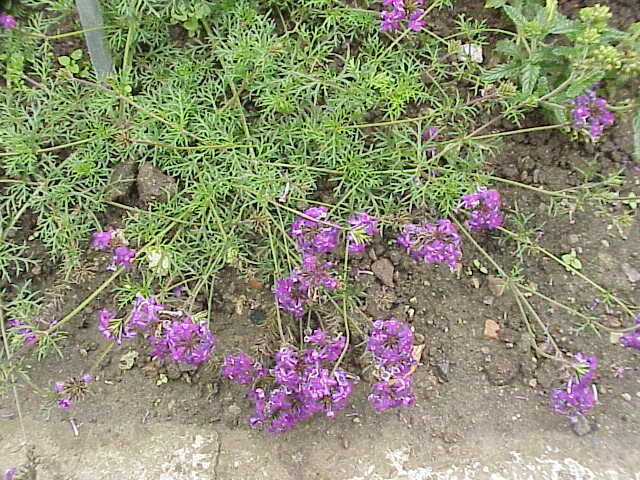
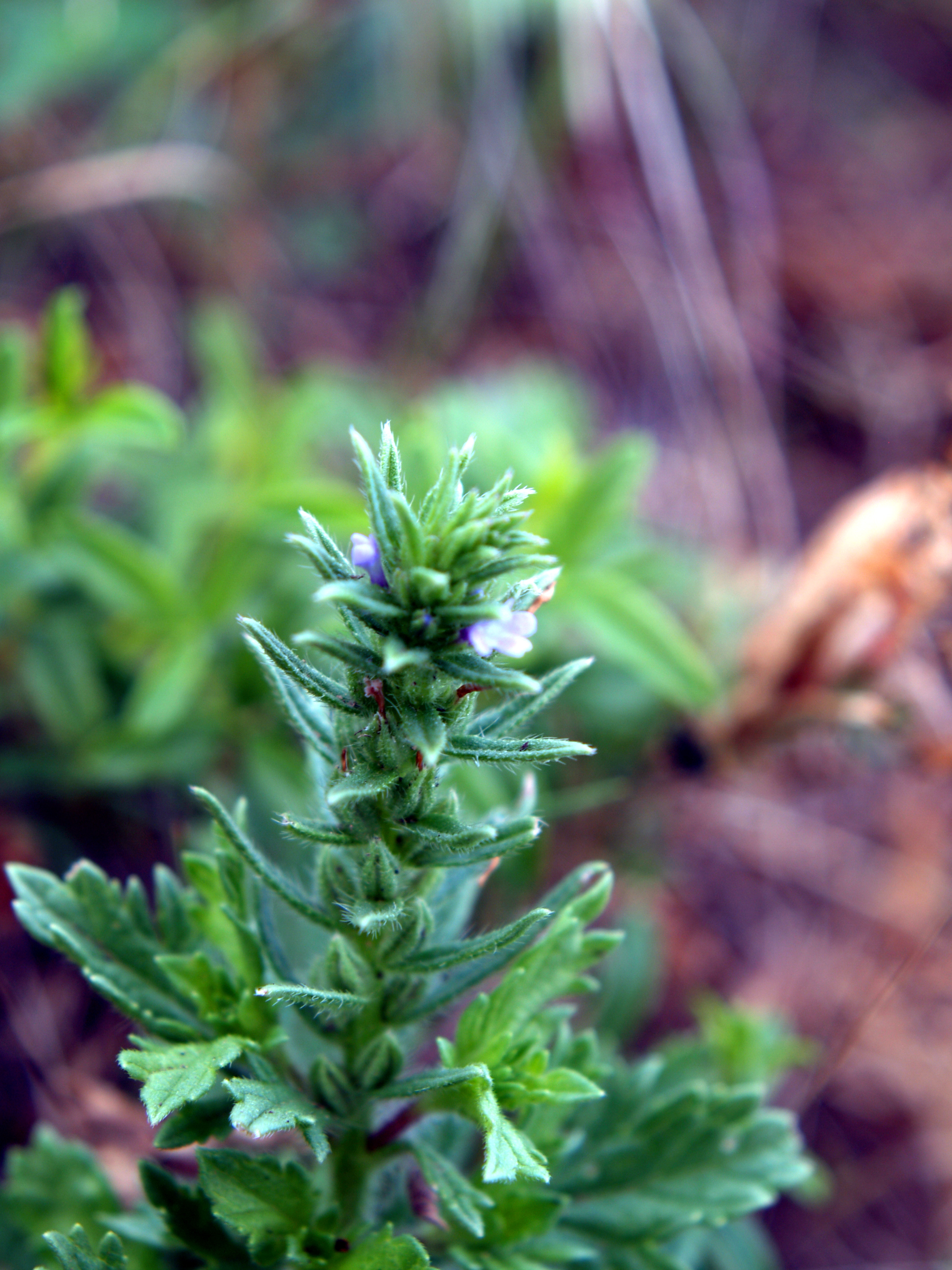
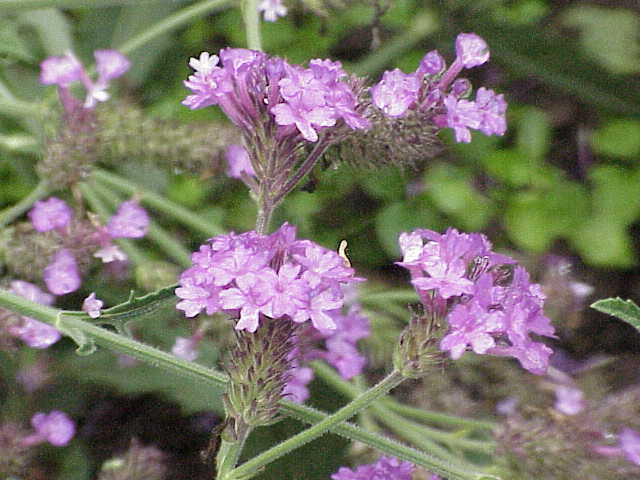
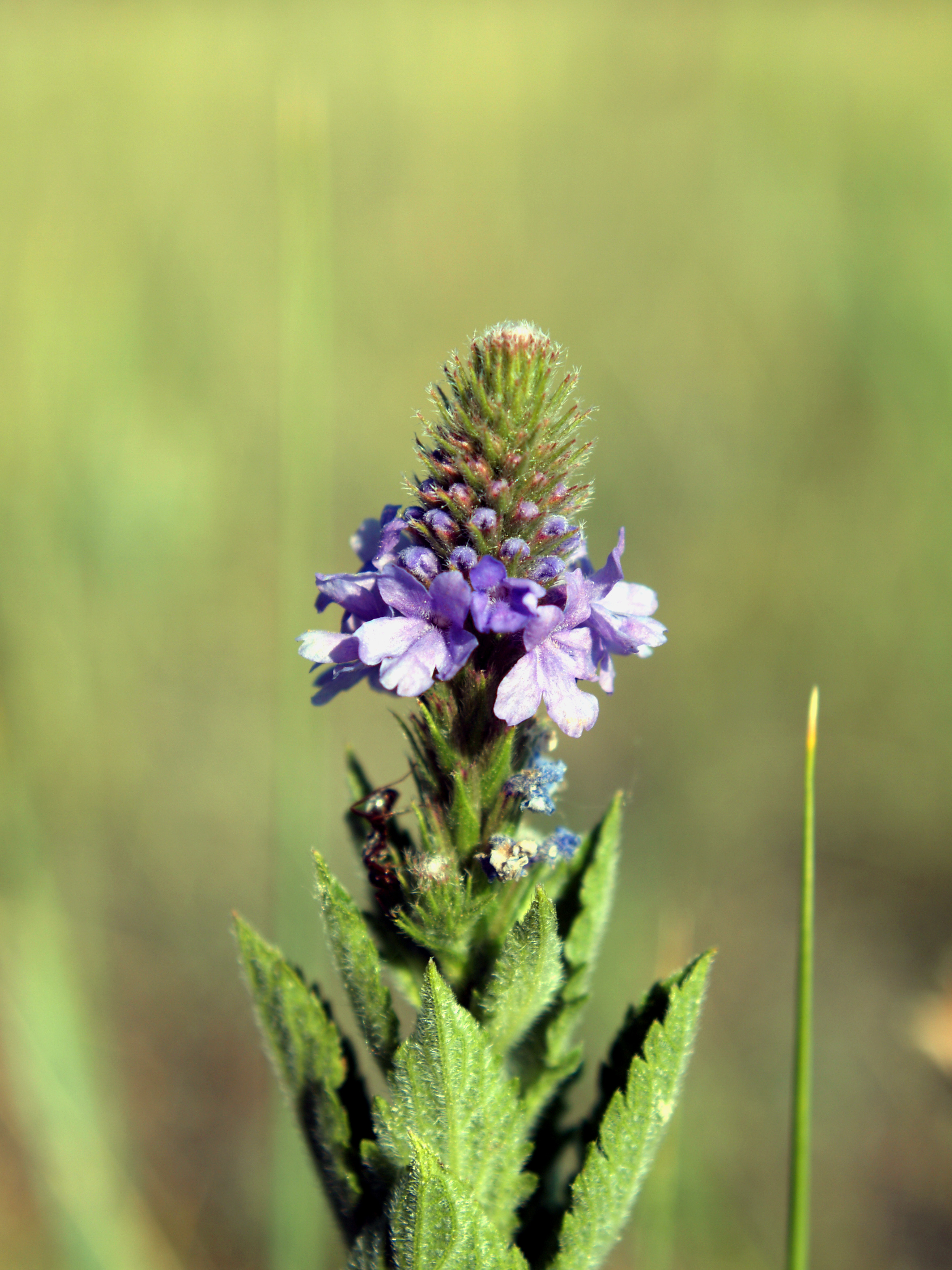